# Himno nacional de Liberia
All Hail, Liberia, Hail! (en inglés: "¡Salve, Liberia, salve!") es el himno nacional de Liberia, letra compuesta por el presidente Daniel Bashiel Warner (1815-1880) en inglés, y la música por Olmstead Luca (1826-1869).

## Letra
| Inglés (original) |  | Español (traducción literal) |

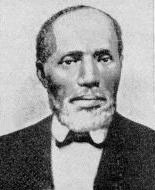
Presidente Daniel Bashiel Warner (1815-1880), compositor de All Hail, Liberia, Hail!

| All hail, Liberia, hail! (All hail!) This land of glorious liberty Shall long be ours. Though new her name, Great be her fame, And mighty be her powers, And mighty be her powers. In joy and gladness With our hearts united, We'll shout the freedom Of a race benighted, Long live Liberia, happy land! A home of glorious liberty, By God's command! A home of glorious liberty, By God's command!   |  | ¡Salve, Liberia, salve! (¡Salve!) Esta tierra de gloriosa libertad Será largamente nuestra. Aunque nuevo su nombre, Grande sea su fama, Y fuertes sean sus poderes, Y fuertes sean sus poderes. En gozo y alegría Con nuestros corazones unidos, Gritaremos la libertad De una raza anochecida, ¡Larga vida a Liberia, tierra feliz! ¡Un hogar de gloriosa libertad, por mandato de Dios! ¡Un hogar de gloriosa libertad por mandato de Dios!                   |
| All hail, Liberia, hail! (All hail!) In union strong success is sure. We cannot fail! With God above Our rights to prove, We will o'er all prevail, We will o'er all prevail! With heart and hand our country's cause defending, We'll meet the foe with valour unpretending. Long live Liberia, happy land! A home of glorious liberty, By God's command! A home of glorious liberty, By God's command! |  | ¡Salve, Liberia, salve! (¡Salve!) En fuerte unión el éxito es seguro. ¡No podemos fallar! Con Dios sobre nosotros Nuestros derechos a probar, Prevaleceremos por sobre todo, ¡Prevaleceremos por sobre todo! Con corazón y manos, defendiendo la causa de nuestro país Enfrentaremos al enemigo con genuino valor. ¡Larga vida a Liberia, tierra feliz! ¡Un hogar de gloriosa libertad por mandato de Dios! ¡Un hogar de gloriosa libertad por mandato de Dios! |

- Datos: Q324342